# Flextid
Flextid är ett begrepp som förekommer på många arbetsplatser och innebär att man har möjlighet att lite friare välja sin arbetstid, så länge man fyller upp ett visst antal arbetstimmar.
Flextid är till fördel särskilt för de som reser kollektivt till arbetet. De kan anpassa arbetstider efter turerna, istället för att vänta på arbetstidens början eller vänta på nästa avgång efter arbetet. Det är också bra för vägtrafiken eftersom trafiken sprids ut lite mer i tiden.
Om man har arbetat övertid kan man t.ex. vara ledig om man har så mycket flextid.
Karlahuset inom Garnisonen som stod klart 1972 orsakade införandet av flextid i Sverige. Komplexets storlek och det stora antalet arbetsplatser gjorde att tunnelbanans kapacitet inte räckte till på Karlaplans tunnelbanestation och flextid blev lösningen.